# Graafstroom
Graafstroom és un antic municipi de la província d'Holanda del Sud, al sud dels Països Baixos. L'1 de gener del 2009 tenia 9.840 habitants repartits sobre una superfície de 69,32 km² (dels quals 2,37 km² corresponen a aigua). Limitava al nord amb Nieuw-Lekkerland i Liesveld, a l'oest amb Alblasserdam, a l'est amb Giessenlanden i al sud amb Papendrecht, Sliedrecht i Hardinxveld-Giessendam.
L'1 de gener de 2013 es va fusionar amb Nieuw-Lekkerland i Liesveld, creant el nou municipi de Molenwaard.

## Centres de població
Bleskensgraaf en Hofwegen, Brandwijk, Goudriaan, Molenaarsgraaf, Ottoland, Oud-Alblas, Wijngaarden.

## Ajuntament
- CDA 4 regidors
- ChristenUnie 3 regidors
- SGP 2 regidors
- PvdA 2 regidors
- VVD 2 regidors